# Municipio de Lincoln (condado de Somerset)
El municipio de Lincoln (en inglés: Lincoln Township) es un municipio ubicado en el condado de Somerset en el estado estadounidense de Pensilvania. En el año 2000 tenía una población de 1.669 habitantes y una densidad poblacional de 25 personas por km².

## Geografía
El municipio de Lincoln se encuentra ubicado en las coordenadas 40°07′31″N 79°07′35″O / 40.12528, -79.12639.

## Demografía
Según la Oficina del Censo en 2000 los ingresos medios por hogar en la localidad eran de $37,902 y los ingresos medios por familia eran $42,895. Los hombres tenían unos ingresos medios de $30,769 frente a los $20,761 para las mujeres. La renta per cápita para la localidad era de $16,400. Alrededor del 14,1% de la población estaban por debajo del umbral de pobreza.